# Kasteel Gimborn
Het Kasteel Gimborn (Duits: Schloss Gimborn) is een waterslot, in het plaatsje Gimborn, gemeente Marienheide in de  Oberbergischer Kreis in de deelstaat Noordrijn-Westfalen in Duitsland, en ligt in een afgelegen vallei van de rivier de Leppe. 
Het kasteel ligt 278 meter boven NAP.
Het kasteel is sinds 1874 eigendom van de adellijke familie Fürstenberg zu Gimborn. 
Sinds 1969 is het kasteel in gebruik bij de International Police Association en worden er Seminars gehouden.
In 1273 werd het kasteel verpand door de Hertog van Berg aan de Graaf van Mark.
Vanaf 1631 tot 1874 was het eigendom van Huis Schwarzenberg
Van oorsprong was het kasteel een waterburcht, maar de grachten om het kasteel zijn rond 1600 gedempt.